# Szép Iván (fizikus)
Szép Iván Szilárd (Kassa, 1922. január 1. – Balatonakarattya, 2002. szeptember 19.) Kossuth-díjas fizikus, kémikus, kutatómérnök.
Apja neve: Szép Sándor. Anyja neve: Vendel Ilona. A Híradástechnikai Ipari Kutatóintézetben, majd a Műszaki Fizikai Kutatóintézetben dolgozott. A félvezetők fizikai-kémiai problémáival foglalkozott, az akadémiai félvezetőkutatás megalkotója. 1959-ben kapott Kossuth-díjat.